# Arago (Oregon)
Arago az Amerikai Egyesült Államok északnyugati részén, Oregon állam Coos megyéjében elhelyezkedő önkormányzat nélküli település.
Névadója a François Arago francia fizikusról elnevezett Arago-fok. A korábban javasolt Halls Prairie elnevezést a posta elutasította. A posta 1886 és 1959 között működött.

## Fordítás
- Ez a szócikk részben vagy egészben  az   Arago, Oregon című angol Wikipédia-szócikk ezen változatának fordításán alapul.  Az eredeti cikk szerkesztőit annak laptörténete sorolja fel. Ez a jelzés csupán a megfogalmazás eredetét és a szerzői jogokat jelzi, nem szolgál a cikkben szereplő információk forrásmegjelöléseként.